# 圣彼得罗-因瓜拉诺
圣彼得罗-因瓜拉诺（義大利語：San Pietro in Guarano）是意大利科森扎省的一个市镇。总面积48平方公里，人口3715人，人口密度77.4人/平方公里（2009年）。ISTAT代码为078127。